# Grenzgipfel
Grenzgipfel – szczyt w Alpach Pennińskich, części Alp Zachodnich. Leży na granicy między Szwajcarią (kanton Valais) a Włochami (region Piemont). Należy do masywu Monte Rosa. Jest to najwyższy szczyt Piemontu. Leży na wschód od Dufourspitze i Dunantspitze. Szczyt można zdobyć ze schronisk Monte Rosa Hut (2795 m) i Capanna Margherita (4559 m). Lodowce pod szczytem to Ghiacciaio del Belvedere i Grenzgletscher.
Pierwszego odnotowanego wejścia dokonali Christopher Smyth, Edmund Smyth i James G. Smyth 23 czerwca 1872 r.